# Natur im Garten
Natur im Garten ist eine Umweltbewegung, die das Bundesland Niederösterreich im Jahr 1999 ins Leben gerufen hat, um eine ökologische Gartenbewirtschaftung privater und öffentlicher Gärten und Grünräume zu forcieren und zu unterstützen.

## Entstehung
1999 rief Wolfgang Sobotka in seiner damaligen Funktion als Umweltlandesrat die Bewegung Natur im Garten mit der Grundidee „Gärtnern mit der Natur“ ins Leben. Die Kernkriterien wurden schon damals festgelegt: Gärtnern ohne chemisch-synthetische Pestizide und Düngemittel sowie Torf. Mit der Bewegung Natur im Garten sollte die Artenvielfalt im Garten gefördert werden. Seither ist es dem Land Niederösterreich gelungen diese Gartenbewegung zu einer unverzichtbaren Plattform für naturnahes und ökologisches Gärtnern im privaten Bereich, wie auch in öffentlichen Grünbereichen Niederösterreichs aufzubauen. In weiterer Folge trugen Johanna Mikl-Leitner, Karl Wilfing und seit März 2018 Martin Eichtinger die politische Verantwortung für die NÖ-Umweltbewegung.

## Beteiligungen
Beteiligen an den verschiedenen Aktionen können sich sowohl Privatpersonen als auch Gemeinden. Beschränkten sich die Aktivitäten vorerst auf das Bundesland allein, erweiterte sich der Wirkungsbereich auf Österreich und später den deutschen Sprachraum. So einigte man sich auf der im Jahr 2009 stattgefundenen Garten Tulln unter den wesentlichen deutschsprachigen Gartenbauinstitutionen, wie der Österreichischen Gartenbaugesellschaft oder den deutschen Gartenakademien, auf die Verwendung des einheitlichen Logos.
Im Jahr 2010 gab es auch Vernetzungen nach Tschechien unter Přírodní zahradničeni mit dem Institut Veronica in Südmähren und Chaloupky o.p.s. im Kraj Vysočina, Slowenien unter Narava na vrtu Korška und Ungarn unter Természet a kertben, die ähnliche Ziele verfolgen. So wurde 2010 im mit dem Kräutergarten Tiree Chmelar am Schloss Valtice der erste Schaugarten in Tschechien eröffnet.
Durch diese grenzüberschreitende Zusammenarbeit werden die Projekte auch mitfinanziert durch den EFRE der Europäischen Union.
Auch innerhalb Österreichs wurden weitere Kooperationen gestartet. So sind seit 2011 auch das Bundesland Salzburg und das Lebensministerium Kooperationspartner. Seit 2012 gibt es die Kooperation mit der Stiftung Lebensqualität e.V. in Vorarlberg.

### Aktionen in Niederösterreich
- Die zentrale Anlaufstelle für alle Fragen zum naturnahen Gärtnern und die Angebote der Umweltbewegung Natur im Garten ist das NÖ-Gartentelefon
- Die Schaugärten zählen bereits zu den fixen Bestandteilen des niederösterreichischen Tourismus. So haben allein im Jahr 2009 2,9  Millionen Touristen Schaugärten besucht.[2]
- Es erscheinen vierteljährliche Ratgebermagazine zum Thema naturnahes Gärtnern.
- Beratungsservice für Gemeinden im Bereich der ökologischen Grünraumpflege und Gestaltung
- Natur im Garten-Akademie
- Gartenberatungen für naturnahe Gärten – vor Ort
- Auch über Schulen und Kindergärten versucht man die Philosophie des ökologischen Gärtnerns in die Bevölkerung zu bringen.
- Naturspielplätze
- Teilnehmer an den Aktionen sind auch Erhalter von historischen Gärten, wie jener von Schloss Hof.

Nach 20 Jahren Bestand im Jahr 2019 besaßen über 15.500 Gärten in Niederösterreich die Auszeichnung Natur im Garten.
Im Jahr 2021 wurde im Frühjahr der Blühwiesensonntag ins Leben gerufen, an dem die Bevölkerung durch verschiedene Aktionen aufgerufen wird auch ungemähte Wiesenstücke zu belassen.

### European Garden Association – Natur im Garten International
Seit dem Jahr 2012 ist die European Garden Association – Natur im Garten International eine länderübergreifende Plattform für naturnahes und ökologisches Gärtnern.
Mitglieder:
- Deutschland / Bayern: Verband Wohneigentum Landesverband Bayern e.V
- Deutschland / Berlin Brandenburg: Lenné-Akademie
- Deutschland / Mecklenburg-Vorpommern: Landschaftspflegeverband „Mecklenburger Endmoräne“ e.V.
- Deutschland / Sachsen-Anhalt: gARTenakademie Sachsen-Anhalt
- Deutschland / Schweiz: Verein Bodenseegärten
- Italien / Südtirol: Landwirtschaftliches Versuchszentrum Laimburg
- Österreich / Burgenland: Burgenländisches Volksbildungswerk
- Österreich / Niederösterreich:  - Verein „Natur im Garten“ – Land Niederösterreich – Abteilung Umwelt- und Energiewirtschaft
- Österreich / Oberösterreich: Land Oberösterreich – Abteilung Land- und Forstwirtschaft
- Österreich / Steiermark: Ökoregion Kaindorf für Steiermark
- Österreich / Tirol: Tiroler Bildungsforum – Forum blühendes Tirol
- Österreich / Vorarlberg: Faktor Natur Vorarlberg
- Slowakei: Centrum environmentálnych aktivít
- Tschechien: Obcanske sdruzeni Prirodni zahrada

### Meilensteine
- 2005: Start der ORF Serie „Natur im Garten“: In der „Natur im Garten“ Staffel 2018 waren insgesamt 1,89 Millionen  Zuseher (weitester Seherkreis) mit dabei. Das entspricht 25 Prozent der gesamten TV-Bevölkerung ab 12 Jahren. Bis zu 250.000 Gartenfans begleiten Karl Ploberger jede Woche auf seiner Reise durch die wunderbare Gartenkultur Österreichs.
- 2008: Eröffnung der GARTEN TULLN / „Natur im Garten“ Erlebniswelt: Insgesamt über 2,6 Millionen Besucher seit 2008
- 2012: Gründung der „European Garden Association / Natur im Garten International“: Die „Natur im Garten“-Plakette wird außer in Österreich auch in Regionen in Deutschland, Schweiz, Tschechien, Slowakei und Italien vergeben. Österreichweit in Niederösterreich, Steiermark, Oberösterreich, Tirol, Burgenland & Vorarlberg
- 2014: 1. Kinder UNI Tulln: eine Woche lang machen 120 8- bis 12-Jährige Experimente, erforschen Tiere und Pflanzen und lernen verschiedene Umweltberufe kennen.
- 2015: Start des 1. akademischen Lehrgangs „Ökologisches Garten- und Grünraummanagement“ in Kooperation mit der Donau-Universität Krems

### Daten und Fakten
- Private: über 19.500 „Natur im Garten“-Plaketten in NÖ
- Gemeinden: 477 „Natur im Garten“-Gemeinden (die 1. Natur im Garten Gemeinde war Tulln an der Donau)
- „Natur im Garten“-Telefon: Insgesamt über 750.000 Anfragen und Kontakte (telefonisch, per Mail, postalisch)
- „Natur im Garten“-Partnerbetriebe: 160 „Natur im Garten“ Partnerbetriebe
- „Natur im Garten“-Gütesiegel: 231 Produkte sind mit dem „Natur im Garten“ Gütesiegel ausgezeichnet
- „Natur im Garten“-Schaugärten: 92 Schaugärten in NÖ (alle sind Mitglieder bei „Die Gärten Niederösterreich“) plus zwei Wissenspartner
- Gemeinschaftsgärten: 64 Projekte in den niederösterreichischen Gemeinden
- Bildungsprogramm: Seit 2012 rund 120.000 Teilnehmer an Vorträgen und Seminaren in Niederösterreich
- „Natur im Garten“-Magazin: 130.000 Abonnenten

(Stand: 22. Jänner 2019)

### Auszeichnungen
In Niederösterreich wurden bis zum Jahr 2009 mehr als 7500 Plaketten an Privatpersonen überreicht, deren Gärten die vorgeschriebenen Standards erreichen. Je nach Gemeindegröße kann auch die Gemeinde selbst bei einer bestimmten Anzahl von ausgezeichneten Gärten als Plaketten-Ort ausgezeichnet werden, um so auch die Gemeinden zu Eigeninitiativen zu veranlassen.
Im Jahr 2018 gab es allein in Niederösterreich 132 Schaugärten, die im Schaugartennetzwerk „Die Gärten Niederösterreichs“ zusammenarbeiten. Von diesen haben sich 19 bereits früher zu den sogenannten Kamptalgärten zusammengeschlossen. Da diese allein bereits 600.000 Touristen als Besucher verzeichnen konnten, erhielten sie 2009 den Staatspreis für Tourismus.
Im Jahr 2015 erhielt das Projekt als erster österreichischer Preisträger den Sonja-Bernadotte-Preis für Wege zur Naturerziehung auf der Insel Mainau.